# Teardrops on My Guitar
"Teardrops on My Guitar" é uma canção da cantora e compositora estadunidense Taylor Swift, gravada para o seu álbum de estreia de título epônimo. Composta pela própria ao lado de Liz Rose, a faixa retrata a intérprete no primeiro ano do ensino médio, quando ela se apaixonou pelo seu melhor amigo e colega de classe, Drew. Mas este não sabia da paixão da amiga e, por isso, sempre pedia a ela conselhos amorosos para conquistar outra garota. Swift escreveu a música a partir desta perspectiva, quando fingia estar feliz pelo relacionamento de Drew, mas chorava e lamentava em casa, com medo de demonstrar seus sentimentos para ele.
"Teardrops on My Guitar" foi lançada como o segundo single do disco em 19 de fevereiro de 2007, e recebeu críticas bastante positivas da imprensa especializada. Comercialmente, se tornou no primeiro trabalho de Swift a se posicionar em paradas musicais fora dos Estados Unidos, chegando a ficar entre os mais vendidos do Canadá e do Reino Unido. Nos EUA, atingiu a 13.ª posição da Billboard Hot 100, e até agosto de 2012, já havia vendido mais de 2.722.000 cópias no país, recebendo como recompensa o certificado de disco de platina dupla pela Recording Industry Association of America (RIAA).
Seu vídeo acompanhante foi dirigido por Trey Fanjoy, que já havia trabalhado com a artista no clipe de "Tim McGraw", seu single de estreia. O enredo da produção foi todo baseado nos eventos que inspiraram a letra da canção. O ator Tyler Hilton foi o escolhido para interpretar Drew, sendo que a trama foi toda gravada em um colégio de Nashville, no Tennessee. A obra recebeu várias apresentações ao vivo como parte de sua divulgação, inclusive na época em que Swift abria os shows de outros artistas de música country e também em sua primeira turnê mundial, a Fearless Tour (2009-10).

## Antecedentes
"Teardrops on My Guitar" foi escrita quando Taylor Swift ainda estava no primeiro ano do ensino médio, estudando na instituição Hendersonville High School. A música foi escrita sobre a experiência da artista com um garoto chamado Drew, um colega de classe por quem ela era secretamente apaixonada. Durante o período em que estudaram juntos, Swift e Drew sentavam próximos um do outro na sala de aula e, conforme o tempo foi passando, eles desenvolveram uma forte amizade. Mais tarde, Swift se apaixonou pelo amigo. Drew não sabia sobre a paixão da musicista e, por isso, sempre pedia conselhos amorosos a ela. Durante as suas recomendações amorosas para o colega, Swift fingia estar admirada com a história dele com outra garota, pois no fundo, estava apaixonada por ele. A intérprete comentou esta situação:
| “ | Eu costumava ter uma grande paixão por este cara, que sentava todos os dias [perto de mim] para falar sobre... outra garota: como ela era bonita, como era boa, e o quão inteligente e perfeita ela era. E eu ficava lá sentada, ouvindo, não significando nada em nenhum momento. Eu disse: 'Oh, estou tão feliz por você'. Eu acho que este é um bom exemplo de como eu expresso meus sentimentos em canções, e às vezes não existe outra maneira [de expressar isso]. E eu nunca tive medo de usar nomes. Eu amo esta música por conta de sua honestidade e vulnerabilidade. Até hoje, eles ainda estão juntos e ele não tem ideia desta música. | ” |

Na época em que os dois estudaram juntos, Drew passou um bom tempo em um relacionamento sólido com a garota da qual sempre falava, que veio a durar alguns anos, e durante todo este período, Swift nunca confessou seus sentimentos para ele. "Teardrops on My Guitar" foi mostrada oficialmente ao público com o lançamento do primeiro álbum de estúdio da intérprete em 24 de outubro de 2006, e recebeu maior atenção com a sua liberação como single em 19 de fevereiro do ano seguinte. Até o lançamento do disco, Drew não sabia da paixão da cantora por ele e continuou a namorar com a mesma mulher. Após o lançamento de "Teardrops on My Guitar" como single, Drew tentou entrar em contato com a artista através de telefonemas, que não foram respondidos por ela. Ele então deixou uma mensagem de voz, mas Swift achou estranho telefonar de volta.
Dois anos após o lançamento de seu primeiro disco, Swift estava saindo de sua casa para assistir a um jogo de hóquei do Nashville Predators com Carrie Underwood e Kellie Pickler, até que Drew apareceu em sua garagem. "Um carro estacionou e dois caras saíram de lá, um deles era o Drew. Eu não falava com ele há mais de dois anos e meio. Ele estava como: 'Ei, como vai?' E eu: 'Uau, você está atrasado! Bom te ver'. Mas nós fomos civilizados. Eu tenho teorias sobre o que ele estava fazendo. Ele estava com seu amigo, talvez com isso estivesse tentando provar para as pessoas que a música é realmente sobre ele ou seja o que for. Ou talvez estivesse tentando realmente ser amigo. Ou talvez pensasse que eu ainda estava apaixonada por ele. Qualquer coisa!", disse Swift. A cantora também comentou que teria sido muito poético se Drew aparecesse em sua casa logo depois do lançamento de seu primeiro álbum de estúdio, e ela poderia ter aceitado um namoro. Mas como ele apareceu apenas dois anos depois, muita coisa já havia acontecido em sua vida, e ela não possuía mais os mesmos sentimentos por ele.

## Composição
"Teardrops on My Guitar" é uma canção de country pop com duração de três minutos e trinta e cinco segundos. Definida em um tempo de assinatura comum com um andamento moderado de 104 batimentos por minuto, a música está escrita na tonalidade de si bemol maior, enquanto os vocais da artista variam entre a nota fá de três oitavas e si bemol de quatro. Sua instrumentação é composta pelo bandolim, piano, guitarra acústica e por toques leves de bateria. As letras de "Teardrops on My Guitar" falam de desgosto e são diretas, referindo-se ao sujeito [Drew] pelo seu primeiro nome. Durante os versos da melodia, Swift canta de forma ofegante, segundo o crítico Sean Dooley do site About.com. Para seu lançamento como single, a faixa passou por algumas modificações, tendo a sua duração reduzida para três minutos e vinte e três segundos.
Nos primeiros trechos da obra, a cantora fala sobre sua paixão secreta pelo melhor amigo: "Drew olha pra mim / Eu finjo um sorriso para ele não perceber / O que eu quero e o que eu preciso / E tudo o que nós deveríamos ser". No decorrer da faixa, Swift fala sobre uma garota na qual Drew sempre lhe falava a respeito: "Eu aposto que ela é bonita / A garota de quem ele fala / E ela tem tudo / Que eu tenho que viver sem". A canção retrata a perspectiva de uma protagonista que está apaixonada por um cara, mas este já interessado em outra garota e, portanto, ela tem que manter seus sentimentos em segredo. No caso de Drew, Swift fingiu estar feliz pelo relacionamento dele com uma namorada, enquanto chorava e lamentava em casa. Dave Heaton do PopMatters interpretou os trechos "E lá vai ele, tão perfeito / O tipo impecável que eu gostaria de estar" como uma abordagem feita por Swift sobre um "ideal de perfeição, de tentar encontrar [o cara] e nunca chegar lá".

## Recepção da crítica
| Críticas profissionais | Críticas profissionais |
| Avaliações da crítica  | Avaliações da crítica  |
| Fonte                  | Avaliação              |
| ---------------------- | ---------------------- |
| About.com              | [ 15 ]                 |

Após o seu lançamento, "Teardrops on My Guitar" recebeu comentários bastante positivos da imprensa especializada. Em relação ao estilo musical da obra, Roger Holland do PopMatters disse que não há razão para Swift limitar-se à música country ou para ela ser uma artista totalmente deste gênero. Holland continuou: "No entanto, este é o caminho de comercialização que ela escolheu, e por isso ela tem que estar preparada para ouvir críticas sobre como introduziu guitarras ao estilo Mutt Lange em seu pop brilhante só para levar suas faixas à CMT, GAC e às rádios country". Quando o segundo álbum de estúdio de Swift, Fearless (2008), foi lançado, o analista Sean Dooley, do site About.com, elaborou uma lista das dez melhoras músicas da cantora até aquele momento, inserindo "Teardrops on My Guitar" na primeira posição e declarando que era "nada mais nada menos do que cativante". Bill Lamb, outro crítico deste mesmo site, partilhou uma opinião similar, declarando que o refrão é o momento mais impactante do conjunto e que se tratava de uma das canções mais memoráveis de todo o ano de 2007. Ele acabou por classificá-la com quatro estrelas de cinco possíveis.
Lucy Davis da BBC declarou que a faixa não impressiona devido à letra similar a outras composições tanto de Taylor Swift quanto de Fearless (2008), segundo disco de Swift. Fiona Chua, escrevendo para a MTV asiática, demonstrou que com Swift, "o que você escuta é o que você ganha", e selecionou a música como uma das melhores da edição internacional de Fearless. Deborah Evans Price, da revista Billboard, disse que "Teardrops on My Guitar" mostra a mesma qualidade de "Tim McGraw" (2006) – com sólida composição e voz pura. Price declarou que a canção deixava claro que Taylor faria sucesso no futuro - e que isso só seria uma questão de tempo. Ela ainda disse que a obra é relacionável e graças a artista, notória. Chuck Taylor, da mesma publicação, avaliou a versão pop e disse que é "uma bela e tradicional entrada de uma artista cuja origem é habilmente exemplificada pelo seu sobrenome". Um escritor não creditado da Rolling Stone disse que a canção é um dos motivos para que o disco tenha se desempenhado bem comercialmente. Já Jon Bream do Star Tribune acreditou que a obra era uma tentativa de encorajar alunas do ensino médio e em idade universitária a confrontarem suas paixões amorosas.

## Vídeo musical

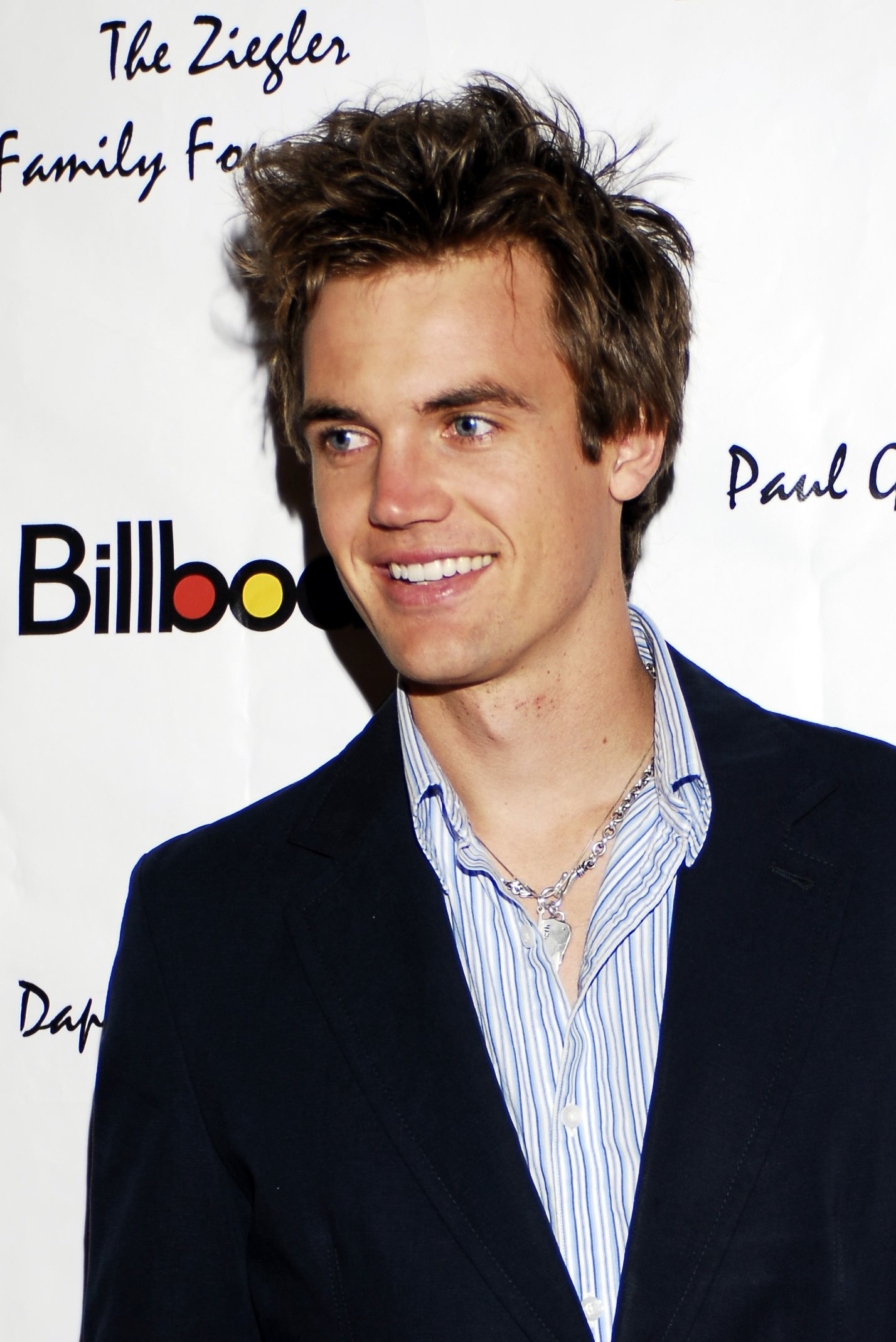
O ator e músico Tyler Hilton interpretou Drew no vídeo musical de "Teardrops on My Guitar".

O vídeo musical foi dirigido por Trey Fanjoy, que já havia trabalhado anteriormente em "Tim McGraw", primeiro clipe da carreira de Swift. Foi justamente por isso que a cantora convidou Fanjoy para a direção de "Teardrops on My Guitar", pois teve uma experiência bastante positiva com ela no set de filmagens de seu vídeo de estreia, declarando posteriormente:
"Foi uma experiência bastante legal e positiva. Ela [Fanjoy] dedicou tanto tempo com isso, me tratou tão bem, e você sabe que deve se lembrar das pessoas que trabalharam com você no início". A produção está centrada em torno de um amor não correspondido. Uma das pessoas da equipe de Swift acreditava que o vídeo deveria se passar em uma época mais antiga. Posteriormente, eles pensaram em filmar a trama em uma grande cidade. No entanto, a intérprete optou por voltar ao básico e manter a integridade da canção, gravando-a em um colégio de Nashville, Tennessee. O ator e músico Tyler Hilton foi o escolhido para interpretar Drew na produção. A artista já havia visto os trabalhos do ator na série de televisão One Tree Hill e no filme Walk the Line (2005); mais tarde, ela leu em uma revista, uma entrevista com Hilton, onde ele afirmou ser um "fã das músicas de Taylor Swift". Sendo assim, o empresário da cantora telefonou para o ator e músico, dizendo que ela havia comprado o seu CD e que havia gostado das músicas. Hilton, após saber dessa notícia, foi a um dos shows de Swift na Califórnia, estado onde mora, e após o espetáculo, Swift o convidou para seu novo clipe, e ele aceitou. Um dos motivos pelos quais ela chamou Hilton foi porque ele representava com precisão Drew, um cara bonito que é alheio ao fato de que alguém possui sentimentos por ele. Outro motivo é que Hylton e Swift possuem um carinho mútuo pelo trabalho musical do outro, e, segundo a artista, a participação dele só ocorreu porque são amigos, comentando: "Estou muito feliz que ele esteja no vídeo. É bem divertido trabalhar com ele". O vídeo foi filmado em apenas um dia, no início de março de 2007, no colégio Hume-Fogg High School. A sala de teatro da instituição foi redecorada para simular um quarto, onde a artista aparece cantando ao mesmo tempo que lamenta o seu amor não correspondido. A trama também foi gravada na biblioteca, no corredor e no laboratório de química do colégio. Alguns estudantes participaram como figurantes. As últimas cenas a serem rodadas foram aquelas em que Swift surge em um quarto chorando. Para esta cena, ela utilizou um longo vestido.
| “ | É meio estranho voltar à escola, porque eu não venho pra uma faz um ano. Então, é interessante estar de volta. Ver os armários, com os avisos e comunicados. Todas essas coisas. Estar no colégio de novo é um pouco estranho, mas de uma boa forma. | ” |

O videoclipe de “Teardrops on My Guitar” é focado na amizade que Swift e Drew tinham enquanto estudavam na mesma escola, e pela paixão secreta que a cantora tinha por ele. Na cena acima, os dois estão na biblioteca da instituição.

A produção se inicia no corredor de um colégio, onde Swift e Drew estão revistando seus respectivos armários. Após um tempo, Drew pergunta para a artista: "Ei, você vai ao jogo de sexta-feira?", e ela responde: "Bem, eu estava pensando sobre isso. Por quê?". Em seguida, ele admite que era apenas uma curiosidade, e informa à amiga que conheceu uma bela garota e, depois, vai embora. Após esta cena, o vídeo transcende para um quarto, onde Swift está deitada em uma cama com um longo vestido e ao lado de um violão. Ela começa a cantar os primeiros versos da música e a trama transita para uma biblioteca, onde Drew parodia um romance literário e Swift ri. Uma bibliotecária aparece e pede para que os dois façam silêncio, e eles continuam a conversar, desta vez de forma mais calma. Logo depois, a cantora é vista em um laboratório de química, onde está realizando um experimento com substâncias para a sua matéria de estudo. Quando Drew chega, ela se distrai e acidentalmente insere toda a substância do tubo de ensaio em outra, fazendo com que causasse um excesso, e o líquido derramasse do recipiente, sujando toda a mesa. Ambos tentam rapidamente limpar a bagunça gerada. Conforme a ponte da canção vai chegando, a produção dirige-se para um corredor, onde Swift e Drew estão caminhando para a direção do outro. Eles se olham e sorriam, mas Drew se esquiva e vai beijar a sua namorada, na frente da intérprete, que fica magoada ao olhar para a cena. Durante o clipe são mostradas diversas tomadas de Swift sozinha em um quarto, onde surge deitada em uma cama coberta de colchões, e ao lado de uma lareira. No final da produção, ela é vista chorando ao lado de seu violão, o que é uma referência ao título da música, "Teardrops on My Guitar", que em uma tradução literal ao português seria: "Lágrimas no meu violão".
Após o seu lançamento, o vídeo recebeu uma indicação para a categoria "Number One Streamed Music Video" do CMT Online Awards, uma premiação online organizada pela Country Music Television. Mas acabou por perder para "Stay" (2007), da banda country Sugarland. Outra nomeação conquistada pelo clipe foi na cerimônia MTV Video Music Awards de 2008, onde recebeu uma indicação para "Melhor Artista Revelação", onde também não obteve sorte, perdendo para "Ready, Set, Go!" (2007) da banda alemã Tokio Hotel.

## Apresentações ao vivo

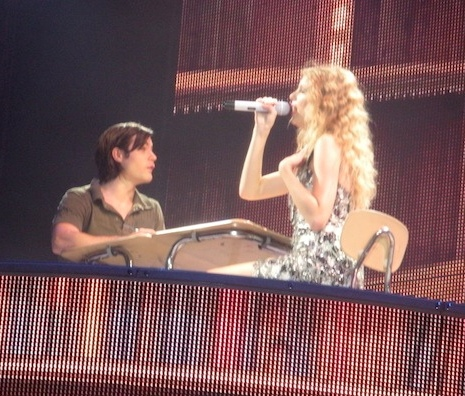
Swift apresentando-se com "Teardrops on My Guitar" na Fearless Tour em 2010.

As primeiras performances de "Teardrops on My Guitar" ocorreram quando Swift atuava como ato de abertura nos shows da banda country Rascal Flatts, durante a turnê Me and My Gang Tour (2006–07); a cantora abriu os espetáculos do grupo marcados entre os dias 19 de outubro e 3 de novembro de 2006 — período em que seu primeiro álbum de estúdio estava sendo lançado. Nesta ocasião, ela se apresentava com a faixa usando um vestido preto que ia até a altura de seu joelho e botas de cowboy vermelha, e tocando uma guitarra acústica. Mais tarde, a musicista interpretou novamente a canção durante a época em que abriu vinte shows do cantor George Strait em 2007, e também em algumas datas selecionadas da turnê Bonfires & Amplifiers Tour (2007) de Brad Paisley. Ainda em 2007, Swift cantou a obra na Soul2Soul II Tour (2006-07), uma digressão conjunta de Tim McGraw e Faith Hill, e, em 2008, abriu outra turnê do Rascal Flatts, desta vez, a Still Feels Good Tour, onde "Teardrops on My Guitar" foi novamente executada.
Swift também cantou o single em diversos eventos onde ela era a artista principal, incluindo no Total Request Live (TRL), no Studio 330 Sessions, e em um concerto na Apple Store de SoHo, Nova York, sendo que esta última apresentação foi gravada e posteriormente lançada como um extended play ao vivo (EP), intitulado iTunes Live from SoHo, que foi vendido exclusivamente na loja digital iTunes Store. Quando foi concluído o processo de divulgação do Taylor Swift e de seus singles correspondentes, a intérprete apresentou "Teardrops on My Guitar" em um dueto com a banda inglesa de rock Def Leppard no programa CMT Crossroads; esta atuação juntamente com outras dos dois artistas foi lançada em DVD nos Estados Unidos. Por fim, a jovem interpretou a canção em outros eventos, como na edição de 2009 do CMA Music Festival, no V Festival 2009, e no concerto australiano de caridade Sydney Sound Relief.
"Teardrops on My Guitar" também foi apresentada na primeira turnê mundial de Swift, a Fearless Tour, que se estendeu entre abril de 2009 até junho de 2010. Durante cada performance, a cantora usava um vestido brilhante de cocktail cinza e botas de couro preto. O número se iniciava com a artista sentada em uma mesa, ao lado de um dançarino, que interpretava o seu interesse amoroso. A mesa foi inserida no nível superior do palco, onde também foi projetada uma biblioteca. Em seguida, o dançarino descia do nível superior e seguia para o centro do palco, onde executava passos de dança desacelerados com uma garota, enquanto Swift ficava no alto, vendo os dois dançando juntos ao mesmo tempo que cantava a música. A apresentação finalizava com a intérprete dirigindo-se para o centro do palco, onde concluía sua performance. Jim Abbott, do periódico The Orlando Sentinel, assistiu ao espetáculo realizado pela artista em 5 de março de 2010 na  Amway Arena em Orlando, Flórida, e comentou: "Tomando uma sugestão de sua colega Miley Cyrus, Swift embeleza sucessos como 'Teardrops on My Guitar' e 'Love Story', com bastante produção chamativa no concerto". Brandy McDonnell, do The Oklahoman, afirmou que o vídeo musical de "Teardrops on My Guitar" influenciou fortemente no cenário e no roteiro da apresentação.

## Faixas e formatos
"Teardrops on My Guitar" foi distribuída em quatro lançamentos distintos: o primeiro, o CD single, continha a edição do álbum, uma versão instrumental e o vídeo musical, enquanto que também foi lançado um segundo CD, contendo a versão pop da faixa. Em alguns países europeus, foi lançado um extended play (EP) de "Teardrops on My Guitar", que contou com a versão single da faixa, uma edição acústica e um remix, este último elaborado pela banda Cahill. Por fim, uma edição de remixes lançada na Colômbia continha quatro versões elaboradas a partir da obra original. Além disso, a versão pop do tema foi incluída em um lançamento especial do disco Taylor Swift.
| CD single 1 |                                            |         |  |
| N.º         | Título                                     | Duração |  |
| 1.          | "Teardrops on My Guitar" (Versão do álbum) | 3:36    |  |
| 2.          | "Teardrops on My Guitar" (Instrumental)    | 3:36    |  |
| 3.          | "Teardrops on My Guitar" (Vídeo musical)   | 3:50    |  |

| CD single 2 |                                       |         |  |
| N.º         | Título                                | Duração |  |
| 1.          | "Teardrops on My Guitar" (Versão pop) | 2:59    |  |

| EP - Edição europeia |                                              |         |  |
| N.º                  | Título                                       | Duração |  |
| 1.                   | "Teardrops on My Guitar" (Versão single)     | 3:14    |  |
| 2.                   | "Teardrops on My Guitar" (Versão acústica)   | 2:58    |  |
| 3.                   | "Teardrops on My Guitar" (Cahill Radio Edit) | 3:01    |  |

| CD single de remixes |                                                   |         |  |
| N.º                  | Título                                            | Duração |  |
| 1.                   | "Teardrops on My Guitar" (Versão do álbum)        | 3:35    |  |
| 2.                   | "Teardrops on My Guitar" (Versão para rádios)     | 3:24    |  |
| 3.                   | "Teardrops on My Guitar" (Versão pop)             | 3:00    |  |
| 4.                   | "Teardrops on My Guitar" (Versão internacional)   | 3:14    |  |
| 5.                   | "Teardrops on My Guitar" (Joe Bermudez Radio Mix) | 3:08    |  |
| 6.                   | "Teardrops on My Guitar" (Cahill Radio Mix)       | 3:24    |  |
| 7.                   | "Teardrops on My Guitar" (Cahill Extended)        | 5:21    |  |
| 8.                   | "Teardrops on My Guitar" (Versão acústica)        | 2:57    |  |

## Desempenho nas paradas musicais
Em 24 de março de 2007, "Teardrops on My Guitar" estreou na 93.ª posição da Billboard Hot 100, uma parada musical que lista as cem canções mais vendidas e tocadas a cada semana nos Estados Unidos. Depois de passar por semanas de instabilidade, em 1º de março de 2008 — quase um ano depois de sua primeira aparição — a obra atingiu sua colocação máxima: a de número treze, tornando-se no single do disco Taylor Swift melhor posicionado na Billboard Hot 100. Em 17 de maio de 2008, a faixa fez a sua última aparição, no 49.º posto, saindo da parada após ter ficado por um total de 48 semanas não-consecutivas. Mais tarde, foi certificada com o disco de platina dupla pela Recording Industry Association of America (RIAA), devido às vendas de mais de dois milhões de cópias em território estadunidense. Até agosto de 2012, "Teardrops on My Guitar" já havia comercializado mais de 2.722.000 unidades somente nos Estados Unidos.
Na Country Songs, que lista as músicas mais tocadas nas rádios desse gênero, "Teardrops on My Guitar" estreou na 46.ª posição. Em 14 de julho de 2007, a canção ficou pela primeira vez entre os dez primeiros colocados, posicionando-se no oitavo lugar. Após semanas de ascensão, em 18 de agosto de 2007, o tema finalmente conseguiu a segunda colocação, sua posição máxima; foi impedida de chegar ao primeiro lugar por "Never Wanted Nothing More" de Kenny Chesney. No total, ficou por vinte e cinco semanas na parada country. A obra também apareceu em outras listas publicadas pela revista Billboard. Na Pop Songs, obteve o sétimo posto como melhor, enquanto que na Adult Contemporary e Adult Pop Songs, o single conseguiu a 5.ª e a 6.ª posição, respectivamente.
"Teardrops on My Guitar" tornou-se no primeiro trabalho da carreira de Taylor Swift a se posicionar em paradas musicais fora dos Estados Unidos. No Canadá, a canção atingiu o 45.º lugar e foi certificada com o disco de platina pela Music Canada, como recompensa pela mais de 80.000 unidades da faixa vendidas no país. Já no Reino Unido, foi lançada como o terceiro single do segundo álbum de estúdio de Swift, Fearless, estreando no número 100 da parada britânica em 25 de abril de 2009. Menos de um mês depois, conseguiu a 51.ª posição, seu pico máximo.
| Parada musical (2007-08)                      | Melhor posição |
| --------------------------------------------- | -------------- |
| Canadá - Canadian Hot 100                     | 45             |
| Estados Unidos - Billboard Hot 100            | 13             |
| Estados Unidos - Billboard Adult Contemporary | 5              |
| Estados Unidos - Billboard Adult Pop Songs    | 6              |
| Estados Unidos - Billboard Country Songs      | 2              |
| Estados Unidos - Billboard Pop Songs          | 7              |
| Reino Unido - UK Singles Chart                | 51             |

| Parada musical (2007)                    | Melhor posição |
| ---------------------------------------- | -------------- |
| Estados Unidos - Billboard Hot 100       | 89             |
| Estados Unidos - Billboard Country Songs | 28             |
| Parada musical (2008)                    | Melhor posição |
| Estados Unidos - Billboard Hot 100       | 48             |

| Canadá (Music Canada)                                                | Platina    | + 80.000^   |
| Estados Unidos (RIAA)                                                | 2× Platina | + 2.722.000 |
| ^ Número de vendas definido com base apenas no nível de certificação |            |             |

## Créditos
Todo o processo de elaboração da canção atribui os seguintes créditos pessoais:
- Taylor Swift - vocais, composição;
- Liz Rose - composição;
- Nathan Chapman - produção, vocal de apoio, baixo, gravação, guitarra elétrica, órgão hammond, percussão, violão acústico;
- Jason Campbell, Melissa Carr, Scott Johnson, Whitney Sutton - coordenadores de produção;
- Scott Borchetta - produtor executivo;
- Hank Williams - masterização;
- Eric Darken - percussão;
- Chris Rowe - remix;
- Dan Dugmore - steel guitar;
- John Willis - violão acústico.